# Mannebach (Trèves-Sarrebourg)
Pour les articles homonymes, voir Mannebach.
Mannebach est une municipalité de la Verbandsgemeinde Saarburg-Kell, dans l'arrondissement de Trèves-Sarrebourg, en Rhénanie-Palatinat, dans l'ouest de l'Allemagne.